# Sararia
Sararia ist eine Ortschaft im Departamento La Paz im südamerikanischen Anden-Staat Bolivien.

## Lage im Nahraum
Sararia ist der zweitgrößte Ort des Municipio Alto Beni in der Provinz Caranavi. Die Ortschaft liegt in den bolivianischen Yungas auf einer Höhe von 368 m am linken, westlichen Ufer des Río Alto Beni. 54 Kilometer unterhalb von Sararia vereinigt sich der Río Alto Beni flussabwärts mit dem Río Mapiri.

## Geographie
Sararia liegt in den bolivianischen Yungas östlich der Anden-Gebirgskette der Cordillera Real. Die Region weist ein ausgeprägtes Tageszeitenklima auf, bei dem die mittleren Temperaturschwankungen im Tagesverlauf deutlicher ausfallen als im Jahresverlauf.
Die mittlere Durchschnittstemperatur in der Region liegt bei 28 °C, der Jahresniederschlag beträgt fast 1600 mm (siehe Klimadiagramm Palos Blancos). Die Monatsdurchschnittstemperaturen schwanken nur unwesentlich zwischen 25 °C im Juni/Juli und 29 °C von Oktober bis März. Die Monatsniederschläge liegen unter 50 mm in den Monaten Juni und Juli und bei mehr als 200 mm von Dezember bis Februar.

## Verkehrsnetz
Sararia liegt in einer Entfernung von 253 Straßenkilometern nordöstlich von La Paz, der Hauptstadt des gleichnamigen Departamentos.
Von La Paz führt die Nationalstraße Ruta 3 über Coroico und Caranavi in nordöstlicher Richtung bis zur Brücke über den Río Alto Beni. Dreizehn Kilometer vor der Überquerung des Alto Beni zweigt eine unbefestigte Landstraße in nördlicher Richtung von der Ruta 3 ab, erreicht nach einem Kilometer Bella Vista und führt dann weiter über Santa Rosa nach Sararia.

## Bevölkerung
Die Einwohnerzahl der Ortschaft ist in den vergangenen Jahrzehnten um etwa die Hälfte angestiegen:
| Jahr | Einwohner | Quelle       |
| ---- | --------- | ------------ |
| 1992 | 284       | Volkszählung |
| 2001 | 282       | Volkszählung |
| 2012 | 400       | Volkszählung |
| 2024 |           | Volkszählung |

Die Region weist einen hohen Anteil an Aymara-Bevölkerung auf; in der Provinz Caranavi sprechen 57,8 Prozent der Bevölkerung die Aymara-Sprache.